# میرایی کولومب (اصطکاکی)
میرایی کولن یا کولمب نوعی میرایی مکانیکی با مقدار  نیروی ثابت است که در آن انرژی جنبشی سیستم از طریق اصطکاک لغزشی جذب می‌شود (اصطکاک، نیرویی است که بر اثر حرکت نسبی دو سطح با یکدیگر ایجاد می‌شود).

یک نمونه از میراگرهای اصطکاکی

میرایی کولن یک مکانیزم میرایی رایج در ماشین‌ می‌باشد.

## تاریخچه
نام این پدیده برگرفته از نام شارل آگوستن دو کولن است. او که در زمینه مکانیک تحقیق می‌کرد، در سال ۱۷۸۱ مقاله‌ای تحت عنوان «نظریه ماشین‌های ساده» را برای مسابقه‌ای در آکادمی علوم منتشر کرد. کولومب بعدها به خاطر فعالیت‌هایش در زمینه الکتریسیته و مغناطیس شهرت بیشتری کسب کرد.

## حالت‌های اصطکاک کولنی
میرایی کولنی انرژی را با اصطکاک جذب کرده که انرژی جنبشی را به انرژی حرارتی(گرما) تبدیل می‌کند. اصطکاک کولنی دارای دو حالت مجزا است: ایستا و جنبشی.
- اصطکاک ایستا: زمانی رخ می‌دهد که دو جسم هیچ حرکت نسبی نسبت به هم نداشته باشند، به عنوان مثال زمانی که هر دو جسم ساکن باشند. نیروی Fs که بین اجسام اعمال می‌شود(از نظر بزرگی)، از حاصل‌ضرب نیروی نرمال N و ضریب اصطکاک ایستا μs کمتر است:

{\displaystyle |F_{s}|>\mu _{s}N}
- اصطکاک جنبشی: زمانی رخ می‌دهد که دو جسم در حال حرکت نسبی نسبت به هم بوده و بر روی هم می‌لغزند. نیروی Fk اعمال شده بین اجسام متحرک، برابر است با حاصل‌ضرب نیروی نرمال N و ضریب اصطکاک جنبشی μk:

{\displaystyle |F_{k}|>\mu _{k}N}
بدون توجه به حالت اصطکاک، همواره نیروی اصطکاک در جهت مخالف حرکت نسبی اجسام عمل می‌کند. نیروی نرمال عمود بر جهت حرکت نسبی اعمال می‌شود و تحت تاثیر گرانش (در حالت معمول جسمی که روی سطح افقی قرار گرفته است)، نیروی نرمال برابر با وزن خود جسم است.
از آنجایی که تحت اصطکاک ایستا هیچ حرکت نسبی وجود ندارد، هیچ کاری انجام نمی‌شود و در نتیجه، انرژی‌ای نیز تلف نمی‌گردد. یک سیستم نوسانی تنها از طریق اصطکاک جنبشی میرا می‌شود.

## شرح
یک بلوک با جرم m را در نظر بگیرید که روی سطح افقی زبری تحت محدودیت فنری با ضریب فنریت k می‌لغزد. فنر به بلوک متصل بوده و در طرف دیگر به جسمی ثابت وصل است که به بلوک اجازه می‌دهد تا تحت نیروی فنر حرکت کند:  
{\displaystyle F=kx}
که در آن x جابجایی افقی بلوک از حالت بدون کشیدگی فنر است. بر اساس قانون سوم نیوتن، روی سطح افقی نیروی نرمال برابر با وزن بلوک است:
{\displaystyle N=mg}
همان‌طور که گفته شد، 𝐹k در جهت مخالف حرکت بلوک عمل می‌کند. هنگامی که بلوک به حرکت در می‌آید، به صورت افقی حول نقطه تعادل به جلو و عقب نوسان می‌کند. طبق قانون دوم نیوتن، معادله حرکت بلوک به صورت زیرخواهد بود:
{\displaystyle m{\ddot {x}}=-F-(sgn{\dot {x}})F_{k}=-kx-(sgn{\dot {x}})\mu _{k}mg}
در معادله فوق، {\displaystyle {\dot {x}}}و {\displaystyle {\ddot {x}}} به ترتیب سرعت و شتاب بلوک می‌باشند. همچنین علامت اصطکاک جنبشی جهت حرکت بلوک بستگی دارد، نه سرعت آن.
یک مثال از دنیای واقعی برای میرایی کولنی در سازه‌های بزرگ با اتصالات غیرجوشی، می‌تواند بال‌های هواپیما باشد.
اتصالات پرچ‌شده در هواپیما، با ایجاد اصطکاک در هنگام نوسان ناشی از تلاطم هوا، مانند یک میراگر عمل کرده و مانع از آسیب به بال‌ها می‌شود. این خاصیت همان میرایی کولنی است.

## تئوری
میرایی کولنی یک پدیده اتلاف انرژی به صورت دائمی می باشد که ناشی از وجود اصطکاک لغزشی است. اندازه نیروی اصطکاک لغزشی مقدار ثابتی است و به عواملی مانند مساحت سطح تماس، جابه‌جایی، موقعیت و سرعت سیستم وابسته نیست.در یک سیستم تحت تاثیر میرایی کولنی، رفتار نوسانی مشاهده می شود. این نوسانات توسط نیروی اصطکاک لغزشی محدود شده و جسم در حال ارتعاش حول یک نقطه تعادل به عقب و جلو حرکت می کند.رفتار غیرخطی  یکی از ویژگی های کلیدی سیستم تحت تاثیر میرایی کولنی است.  دلیل این امر آن است که نیروی اصطکاک همیشه در جهت مخالف حرکت سیستم عمل می کند.  وجود این اصطکاک باعث کاهش تدریجی دامنه نوسانات  با گذشت زمان می شود که به اصطلاح با مفهوم میرایی شناخته می شود.میزان کاهش دامنه نوسانات در اثر میرایی کولنی، تابعی خطی با شیب{\displaystyle \pm 2\mu mg\omega _{\rm {n}}/(k\pi )} است. در این رابطه، {\displaystyle \omega _{n}} نشان‌دهنده فرکانس طبیعی سیستم است.  فرکانس طبیعی، تعداد دفعات نوسان سیستم در یک بازه زمانی مشخص در شرایط بدون وجود میرایی را نشان می دهد.نکته قابل توجه این است که در میرایی کولنی، با وجود میرایی، مقادیر فرکانس و دوره تناوب نوسانات نسبت به حالت بدون میرایی تغییر نمی کنند.  دوره تناوب بیانگر زمان بین تکرار فازهای نوسان است.با گذشت زمان، جسم در حال نوسان به دلیل اصطکاک لغزشی، سرعت خود را از دست می دهد.  در نتیجه، دامنه نوسانات کاهش یافته و نهایتا به صفر می رسد که نشان‌دهنده رسیدن سیستم به نقطه تعادل است.  لازم است ذکر شود که به دلیل ماهیت غیرخطی سیستم، موقعیت نهایی توقف (نقطه تعادل) سیستم تحت تاثیر میرایی کولنی، می تواند با موقعیت اولیه آن در حالت سکون متفاوت باشد. اما این در سیستم های خطی صدق نمی‌کند زیرا سیستم های خطی تنها دارای یک نقطه تعادل هستند.